# Sphaeroislandiella
Sphaeroislandiella, también denominado Sphaeroislandyella, es un género de foraminífero bentónico considerado un sinónimo posterior de Globocassidulina de la subfamilia Cassidulininae, de la familia Cassidulinidae, de la superfamilia Cassidulinoidea, del suborden Buliminina y del orden Buliminida. Su especie tipo era Sphaeroislandiella notalnella. Su rango cronoestratigráfico abarca el Holoceno.

## Discusión
Fue inicialmente definido por Burmistrova (1974), con el nombre de Sphaeroislandyella, pero fue considerado nomen nudum. Clasificaciones previas incluían Sphaeroislandiella en el suborden Rotaliina del orden Rotaliida.

## Clasificación
Sphaeroislandiella incluía a las siguientes especies:
- Sphaeroislandiella costatula
- Sphaeroislandiella elegans
- Sphaeroislandiella fava
- Sphaeroislandiella gemma
- Sphaeroislandiella murrhyna
- Sphaeroislandiella notalnella
- Sphaeroislandiella subglobella
- Sphaeroislandiella virgata